# إسماعيل الحضرمي
إسماعيل بن محمد بن علي بن عبد الله ابن إسماعيل الحضرمي (600 هـ - 1203م / 676 هـ - 1278 م)، قطب الدين: من فقهاء الشافعية، وكان من جلّة صدور الصوفية الفضلاء.
أصله من حضرموت، ومولده ووفاته في زبيد. ولي قضاء الأقضية في زبيد. وصنف كتبا، منها (عمدة القوي والضعيف الكاشف لما وقع في وسيط الواحدي من التبديل والتحريف) و (شرح المهذب) في فقه الشافعية، و (مختصر مسلم) و (الفتاوي).